# آنتارا (پرو)
آنتارا (به اسپانیایی: Antara) یک کوه در پرو است که در Peru, Huancavelica Region واقع شده‌است. آنتارا ۴٬۹۵۷ متر بالاتر از سطح دریا واقع شده‌است.